# Estación de La Sagrera

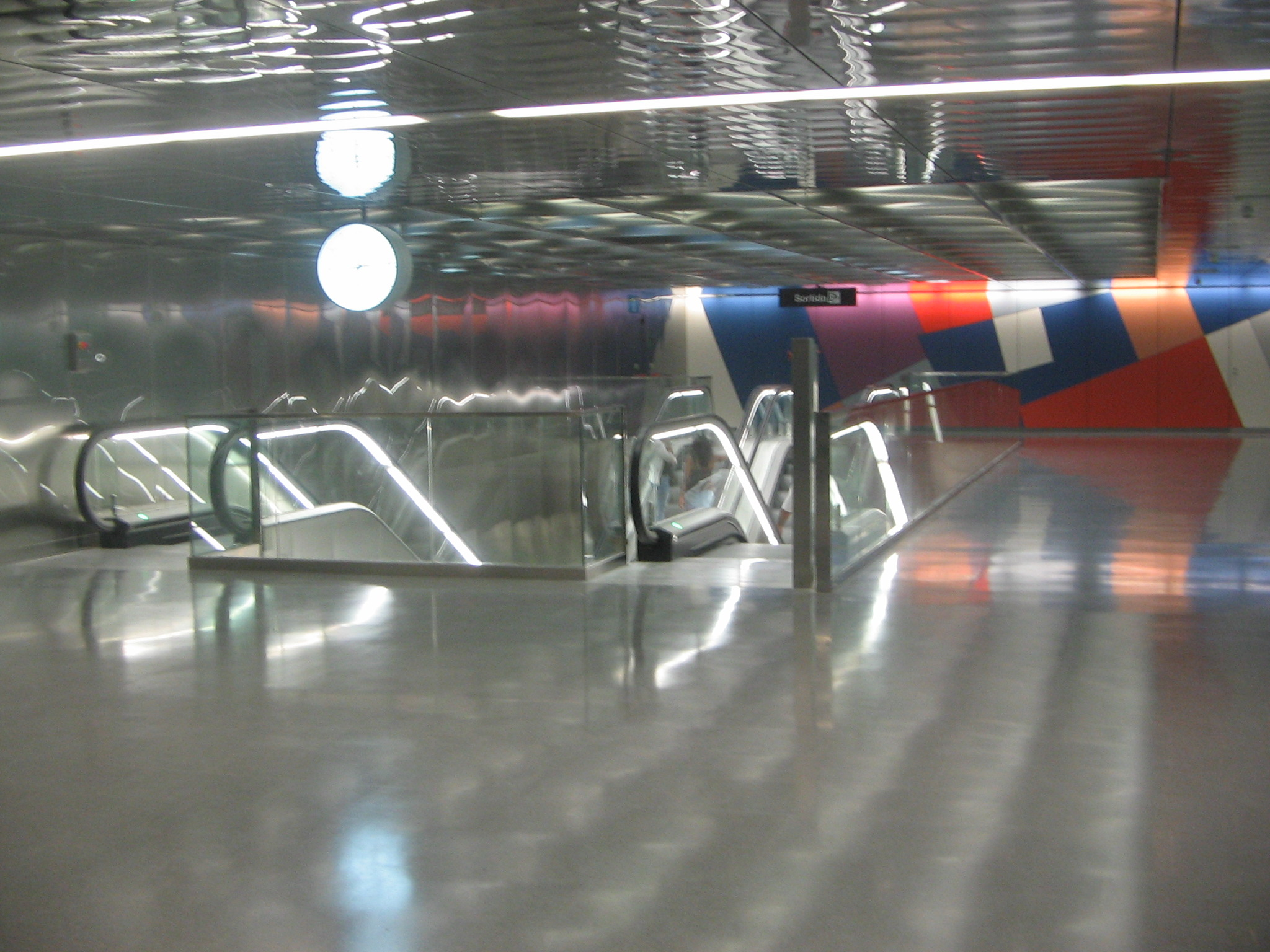
Vestíbulo de la estación de las líneas L9 Nord y L10. Una vez finalizadas las obras de ampliación de ambas líneas, dicho vestíbulo será utilizado por la línea 4.

La Sagrera es una estación del metro de Barcelona correspondiente a las líneas L1, L5, L9 Nord y L10 Nord, ubicada en el barrio homónimo del distrito de San Andrés. Junto con la estación de cercanías de La Sagrera-Meridiana y las paradas de la red Exprés.cat, forma uno de los mayores intercambiadores de la red del metro, cercanías y autobús interurbano en la ciudad de Barcelona. Fue inaugurada en 1954 y ampliada en 1957, 2010 y 2011, siendo la Generalidad de Cataluña la actual propietaria de la estación.

## Historia

### Sagrera. Estación de las líneasIyV
El primer proyecto donde se contemplaba la construcción de la estación aparecía en la ampliación de El Transversal o Línea I desde la estación del Clot. El 27 de enero de 1954 fue inaugurada bajo la denominación de Sagrera, convirtiéndose en la estación terminal del extremo norte de la línea I. La estación disponía de dos andenes laterales y un andén central. El 15 de mayo de ese mismo año se amplió la línea I desde Sagrera hasta Fabra i Puig, sumando una longitud total de la línea de casi diez kilómetros. El 21 de julio de 1957 se inauguró la línea V del metro con más de dos kilómetros de longitud, siendo Sagrera la estación terminal de la línea por el extremo sur. El 26 de junio de 1970 se inauguró la ampliación de la línea V por el extremo sur en seis estaciones, desde Sagrera hasta Diagonal.

### Años 2000. Ampliación y proyecto del intercambiador con cercanías
No se llevaron a cabo nuevas actuaciones hasta el año 2001 cuando, la Generalidad de Cataluña, licitó las obras para la construcción de las líneas 9 y 10 del metro de cuarenta y cuatro kilómetros de longitud, incluyendo una estación en Sagrera pero, a finales de agosto de 2005, se modificó el proyecto inicial que contemplaba la construcción de dos túneles paralelos para las líneas 9/10 y 4, por la construcción de un solo túnel. El 10 de junio de 2004 la Generalidad de Cataluña adjudicó las obras de remodelación y ampliación de la estación a la empresa pública GISA por un importe total de 87,1 millones de euros. A cifras de 2005, la estación era la más concurrida de la red de metro barcelonesa con 50 000 viajeros diarios y, con la ampliación, la estación se preparaba para absorber los 90 000 viajeros diarios previstos una vez inauguradas las estaciones de las líneas L4, L9 y L10 del metro y la de cercanías. La actuación de remodelación y ampliación de la estación estaba dividida en dos fases: la primera preveía la substitución de los andenes laterales de las líneas 1 y 5 por un único andén central, instalación de escaleras mecánicas, ascensores y creación de la estructura básica para la construcción de la estación de cercanías y, la segunda fase, el decricimiento de dos metros de las vías de cercanías y finalizar la adaptación de los vestíbulos. A finales de enero de 2007, se cortó la circulación de los trenes de cercanías entre las estaciones de San Andrés Arenal y Arco de Triunfo con motivo de la construcción del intercambiador entre metro y cercanías hasta principios de febrero de 2007. A mediados de septiembre de ese mismo año, también sufrieron cortes los tramos de las líneas L1 (Clot-Fabra i Puig) y L5 (Sagrada Familia-Maragall) del metro, debido a los trabajos de mejora de las vías recogidos en la última fase del proyecto de construcción del intercambiador. En ese mismo mes, la Generalidad de Cataluña daba nuevos datos sobre las estimaciones del nuevo intercambiador, entre las que destacan los 94,8 millones de euros que costó construir el intercambiador y los 110 000 viajeros previstos una vez finalizadas las obras (7,7 millones de euros y 20 000 viajeros previstos más respecto a las estimaciones de 2004). El 20 de julio de 2008 se cortó un carril de circulación del lado montaña de la avenida Meridiana en un tramo de tres cientos metros, con motivo de la construcción de la estación de las líneas L9 y L10 en la calle de Felipe II con dicha avenida, previendo de nuevo su apertura para septiembre de ese mismo año. En septiembre de 2009 la Autoridad del Transporte Metropolitano cambió la denominación de la estación y pasó a llamarse La Sagrera, en referencia al barrio que acoge la estación.

### Años 2010. Llegada de las líneas automáticas L9 Nord y L10
A principios de los años 2010, el 26 de junio de 2010, se abrió la ampliación de las líneas 9 y 10 de casi tres kilómetros, desde Bon Pastor hasta La Sagrera. El acto de inauguración estuvo presidido por el Presidente de la Generalidad de Cataluña, el Consejero del Departamento de Política Territorial y Obras Públicas (DPTOP) y el alcalde de Barcelona, entre otras autoridades. La estación que se inauguró para los servicios de las líneas L9 y L10 es, en realidad, la futura estación terminal de la línea 4, ya que la estación definitiva de las líneas L9 y L10 es utilizada para los trabajos de construcción del tramo central de ambas líneas entre la estación y Zona Universitària.  En el proyecto inicial del intercambiador, las líneas L4, L9 y L10 hubiesen compartido un solo vestíbulo de 1800 m² ubicado debajo de la calle de Honduras pero, después de la modificación del proyecto en agosto de 2005, se optó por separar los dos túneles de la L4 y L9/L10, donde el vestíbulo de la estación definitiva de las líneas L9 y L10 tendrá una superficie total de 1100 m² y estará a cincuenta metros de profundidad. A principios de 2011, el 20 de febrero, se inauguró la estación de cercanías y regionales, convirtiendo la estación en el intercambiador más importante de la zona norte de Barcelona. El 29 de octubre de 2012 se creó la red de autobuses interurbanos Exprés.cat, donde las líneas E1, E2, E3 y E4 tenían su origen/destino en el exterior de la estación, donde actualmente, año 2020, se encuentran también las líneas E7, E9, E10, E12, y E21. El 26 de noviembre de 2012 la empresa Pickbe instaló una tienda virtual en la estación para que los viajeros puedan comprar en línea todo tipo de productos y servicios con el uso del teléfono móvil. El 19 de junio de 2013 se abrió un quinto acceso a la estación desde la calle de Honduras con el Pasaje de Coello que, además de permitir el acceso a las líneas de metro y cercanías, puede ser utilizado para cruzar la avenida Meridiana subterráneamente.

### Accidentes
- 9 de diciembre de 2009: un tren descarriló a baja velocidad al salir del depósito justo antes de empezar el servicio sin causar daños personales ni materiales. Como consecuencia, el tramo entre Clot y Torras i Bages no entró en servicio hasta las 10:43h.[22]

- 7 de febrero de 2010: un hombre de entre 25-30 años falleció cuando cayó a la vía entre un coche y el andén y fue arrollado cuando el tren reanudó la marcha. El accidente provocó la interrupción total de la línea 1 entre las 08:11h y las 08:17h y, posteriormente, la interrupción del tramo comprendido entre Clot y Fabra i Puig durante cuarenta minutos.[23]

## Información de la estación
La Sagrera es un intercambiador multimodal, el más importante de la zona norte de Barcelona, donde prestan servicio cuatro líneas de metro, dos líneas de cercanías, una línea de servicio regional y cuatro líneas de la red Exprés.cat. Dispone de cinco accesos a la estación y está adaptada a personas con movilidad reducida.

### Medios de transporte

#### Metro de Barcelona
| << cabecera           | < estación        | línea  | estación >         | cabecera >>   | Referencias y notas      |
| --------------------- | ----------------- | ------ | ------------------ | ------------- | ------------------------ |
| Hospital de Bellvitge | Navas             |        | Fabra i Puig       | Fondo         | [ 24 ] [ Nota 7 ]        |
| Trinitat Nova         | Sagrera-TAV       | (2026) | terminal           | terminal      | [ 25 ] [ 26 ] [ Nota 8 ] |
| Cornellà Centre       | Camp de l'Arpa    |        | Congrés \| Indians | Vall d'Hebron | [ 27 ]                   |
| terminal              | terminal          |        | Onze de Setembre   | Can Zam       | [ 28 ]                   |
| Aeroport T1           | Plaça de Maragall | (2027) | Sagrera-TAV        | Can Zam       | [ 29 ] [ 30 ] [ Nota 9 ] |
| terminal              | terminal          |        | Onze de Setembre   | Gorg          | [ 31 ]                   |
| Pratenc               | Plaça de Maragall | (2027) | Sagrera-TAV        | Gorg          | [ 29 ] [ 30 ] [ Nota 9 ] |

     En servicio      En construcción/obras paralizadas

#### Autobús interurbano. Exprés.cat
Parada de Barcelona-La Sagrera Meridiana, lugar donde inician o  finalizan el recorrido las líneas E1, con destino Sabadell-Parque Cataluña; E2.1, con destino Tarrasa; E3, con destino Universidad Autónoma de Barcelona, atravesando Sardañola del Vallés; E4, con destino Ripollet; E7, con destino La Vall del Tenes; E9, con destino Caldas de Montbui - Moyá;  E10, con destino Senmanat; E12, con destino Vich; y  E21, con destino Mollet del Vallés - Bigas. 
| Líneas de que prestan servicio |                         |                           |
| Línea >>                       | Destino                 | Referencias y notas       |
| E1                             | Sabadell                | [ 32 ] [ 33 ] [ Nota 10 ] |
| E2                             | Tarrasa                 | [ 32 ] [ 34 ] [ Nota 10 ] |
| E3                             | Sardañola del V. -> UAB | [ 33 ] [ 35 ] [ Nota 10 ] |
| E4                             | Ripollet                | [ 36 ] [ 37 ] [ Nota 10 ] |
| E7                             | Vall del Tenes          | [ 38 ] [ 39 ] [ Nota 10 ] |
| E9                             | Caldes de Montbui-Moià  | [ 21 ] [ 40 ] [ Nota 10 ] |
| E10                            | Sentmenat               | [ 40 ] [ 41 ] [ Nota 10 ] |
| E12                            | Vic                     | [ 33 ] [ 42 ] [ Nota 10 ] |
| E21                            | Mollet-Bigues i Riells  | [ 41 ] [ 43 ] [ Nota 10 ] |

#### Cercanías
- Bicing:[38]
  - Estación 246: calle de Juan de Garay 116

### Accesos a la estación
- Felip II:[44]
- Garcilaso:[44][Nota 5]
- Jardins d'Elx:[44][Nota 5]
- Meridiana-Hondures:[44]
- Hondures:[44]

### Horario
El horario de apertura de la estación es el mismo que el de las líneas del metro gestionadas por Transportes Metropolitanos de Barcelona:
| Línea | Lunes a jueves  | Viernes y vigílias de festivos | Sábados y vigílias del 1/1, 24/6, 15/8 y 24/9                     | Domingos                           | 24/12           |
| ----- | --------------- | ------------------------------ | ----------------------------------------------------------------- | ---------------------------------- | --------------- |
|       | 05:00h a 24:00h | 05:00h a 02:00h                | Apertura a las 05:00h y servicio continuado durante toda la noche | Servicio continuo hasta las 24:00h | 05:00h a 23:00h |